# Azurite (pigment)
Pour les articles homonymes, voir Azurite.
L'azurite est un pigment bleu issu de la pierre du même nom. 
Les termes les plus employés étaient bleu azur, azur d'Allemagne (Azurro Della Magna), bleu de montagne, pierre d'arménie, ou encore cendre bleue ou ocre bleue.  

## Caractéristiques

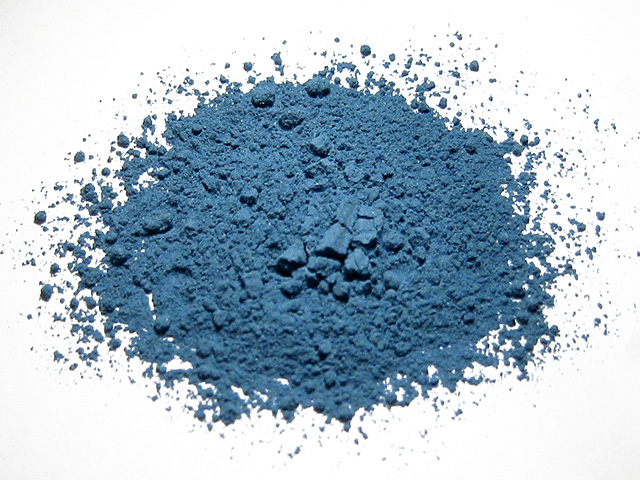
Azurite broyée

Le bleu intense caractéristique de l'azurite se retrouve dans la majeure partie des tableaux des siècles passés. Réduits en poudre très fine et mélangés à des liants appropriés, les minéraux d'azurite étaient transformés en précieux pigments picturaux. De la même manière, on obtenait des pigments verts à partir de malachite, une autre variété minérale de carbonate de cuivre. 
Suivant les gisements et les impuretés inhérentes, les méthodes de broyage une large palette de bleu à bleu-vert était ainsi disponible. 
Les liants avaient aussi un rôle ainsi la poudre mélangée à l'huile donne un bleu légèrement vert, mélangé avec du jaune d'œuf (tempera), il devient vert-gris. 

## Histoire
Jusqu'au XIXe, de nombreux pigments picturaux vendus sous le nom de lapis-lazuli ou outremer véritable n'étaient en fait que de l’azurite, bien plus facile à se procurer. Le lapis-lazuli est connu depuis l'Antiquité et importé de façon régulière depuis le Moyen Âge ; les analyses chimiques des peintures du Moyen Âge montrent que l’azurite est l'une des principales sources du bleu médiéval.